# L'Invasion des profanateurs (film)
Pour les articles homonymes, voir L'Invasion des profanateurs.
Pour plus de détails, voir Fiche technique et Distribution.
L'Invasion des profanateurs (Invasion of the Body Snatchers) est un film américain réalisé par Philip Kaufman et sorti en 1978.
Il est adapté du roman du même nom de Jack Finney paru en 1955, déjà adapté dans le film L'Invasion des profanateurs de sépultures (1956) de Don Siegel.

## Synopsis
Elizabeth Driscoll (Brooke Adams), scientifique dans un laboratoire de santé à San Francisco, s'aperçoit un jour du comportement étrange de son compagnon le docteur Geoffrey Howell. Puis, peu à peu, d'autres personnes se transforment ainsi bizarrement. Pendant leur sommeil, une plante fabrique leur double parfait, tandis que l'original disparaît. Elizabeth se confie à son collègue, Matthew Bennell (Donald Sutherland).

## Fiche technique
- Titre original : Invasion of the Body Snatchers
- Titre français : L'Invasion des profanateurs
- Réalisation : Philip Kaufman
- Scénario : W. D. Richter, d'après le roman L'Invasion des profanateurs (The Body Snatchers) de Jack Finney
- Musique : Denny Zeitlin (en)
- Costumes : Aggie Guerard Rodgers (en)
- Photographie : Michael Chapman
- Son : Ben Burtt
- Montage : Douglas Stewart
- Production : Robert H. Solo (en)
- Société de production : Solofilm
- Société de distribution : United Artists (France, États-Unis)
- Pays de production :  États-Unis
- Langue originale : anglais
- Format : Couleurs (Technicolor) - 1,85:1 - Dolby - 35 mm
- Genre : horreur, science-fiction
- Durée : 115 minutes
- Dates de sortie[1] :
  - États-Unis : 21 décembre 1978 (première mondiale à San Francisco et à Minneapolis), 22 décembre 1978 (sortie nationale)
  - France : janvier 1979 (Festival international du film fantastique d'Avoriaz), 7 février 1979 (sortie nationale)
- Classification[2] : 
  - États-Unis : PG (lors de sa sortie en salles)
  - France : interdit aux moins de 12 ans (lors de sa sortie en salles)
- Affiches : Bill Gold (États-Unis), Jouineau Bourduge (France)

## Distribution
- Donald Sutherland (VF : Pierre Santini) : Matthew Bennell, inspecteur de l'hygiène
- Brooke Adams (VF : Michèle André) : Elizabeth Driscoll
- Jeff Goldblum (VF : Dominique Collignon-Maurin) : Jack Bellicec
- Veronica Cartwright (VF : Michèle Bardollet) : Nancy Bellicec
- Leonard Nimoy (VF : Denis Savignat) : Dr. David Kibner
- Art Hindle (VF : Michel Paulin) : Dr. Geoffrey Howell, dentiste, compagnon d'Elizabeth
- Lelia Goldoni (VF : Julia Dancourt) : Katherine Hendley
- Kevin McCarthy : l'homme terrifié qui hurle dans la rue (caméo : premier rôle de la version de 1956)
- Don Siegel (VF : Georges Aubert) : le chauffeur de taxi (caméo : réalisateur de la version de 1956)
- Tom Luddy : Ted Hendley
- Stan Ritchie (VF : Albert de Médina) : Stan, un client au bain de boue
- David Fisher (VF : Roger Lumont) : M. Gianni, un client au bain de boue
- Tom Dahlgren (VF : Pierre Hatet) : l'inspecteur
- Garry Goodrow (VF : René Renot) : Dr. Allen Boccardo
- Jerry Walter (VF : Albert Augier) : Henri, le patron du restaurant
- Maurice Argent : le chef cuisinier du restaurant
- Sam Conti (VF : Georges Aubert) : l'homme qui harangue le public devant un club de topless
- Wood Moy : M. Tong
- R. Wong (en) : Mme Tong
- Rose Kaufman (VF : Sylvie Feit) : la femme qui discute avec Jack au salon du livre
- Joe Bellan : Harry, l'homme au banjo avec son boxer
- Al Nalbandian : le scientifique qui a attrapé un rat
- Lee Mines : l'institutrice avec les enfants au square
- Jerry Garcia : la voix qui chante au banjo (non crédité)
- Robert Duvall : le prêtre sur la balançoire au début du film (caméo non crédité)
- Michael Chapman : le concierge de nuit du service de l'hygiène (caméo non crédité)

## Production

### Tournage
Le tournage a lieu de février à avril 1978. Il se déroule dans divers quartiers et rues de San Francisco (Montgomery Street, Telegraph Hill, Civic Center, Hayes Valley, Russian Hill, Chinatown, Pacific Heights, Powell Street, Market Street, Presidio, Transamerica Pyramid, The Embarcadero).

## Distinctions
Source : Internet Movie Database

### Récompenses
- Saturn Awards 1979 : meilleur réalisateur (Philip Kaufman) et meilleur son (Art Rochester (en), Mark Berger et Andy Wiskes)
- Festival international du film fantastique d'Avoriaz 1979 : Antenne d'or

### Nominations
- Saturn Awards 1979 : meilleur film de science-fiction, meilleur acteur (Donald Sutherland), meilleure actrice (Brooke Adams), meilleur acteur dans un second rôle (Leonard Nimoy), meilleur maquillage (Thomas R. Burman  et Edouard F. Henriques (en)) et meilleurs effets spéciaux (Dell Rheaume et Russel Hessey)
- Prix Hugo 1979 : meilleure présentation dramatique
- National Society of Film Critics Awards 1979 : meilleur scénario
- Writers Guild of America Awards Awards 1979 : meilleur scénario adapté

## Postérité
Lors de l'édition 2020 du festival Hallucinations collectives, Xavier Gens, à qui fut donné carte blanche, choisit de passer le film. Il justifie son choix par le fait qu'il s'agit du premier film d'horreur qu'il ait vu et qu'il reste encore aujourd'hui terrorisé par les images du film, ce qui aurait ainsi grandement influencé son cinéma.

### Autres films tirés du même roman
- L'Invasion des profanateurs de sépultures (Invasion of the Body Snatchers), réalisé par Don Siegel en 1956 où Kevin McCarthy (acteur) avait le principal rôle
- Body Snatchers, réalisé en 1993 par Abel Ferrara
- Invasion, réalisé en 2007 par Oliver Hirschbiegel